# Cladochytrium tenue
Cladochytrium tenue är en svampart som beskrevs av Nowak. 1877. Cladochytrium tenue ingår i släktet Cladochytrium och familjen Cladochytriaceae.   Inga underarter finns listade i Catalogue of Life.